# Великошовковниківська сільська рада
Вели́кошовко́вниківська сільська рада (рос. Большешелковниковский сельский совет) — сільське поселення у складі Рубцовського району Алтайського краю Росії.
Адміністративний центр — село Велика Шовковка.

## Населення
Населення — 557 осіб (2019; 641 в 2010, 732 у 2002).

## Склад
До складу сільської ради входять:
| Населений пункт       | Населення, осіб (2002) | Населення, осіб (2010) |
| --------------------- | ---------------------- | ---------------------- |
| Велика Шовковка, село | 428                    | 394                    |
| Другі Коростелі, село | 304                    | 247                    |